# Festival du cinéma grec 1971
Le Festival du cinéma grec de 1971 fut la 12e édition du Festival international du film de Thessalonique. Elle se tint du 20 au 26 septembre.

## Palmarès
- Qu'as-tu fait à la guerre, Thanassis ? : meilleur film, meilleur acteur, meilleur scénario
- Papaflessas : meilleur réalisateur, meilleure production et distinction d'honneur
- Εκείνο το καλοκαίρι : meilleure photographie, meilleure musique
- Evdokía : meilleure actrice
- Υποβρύχιο Παπανικολής : une récompense
- L'Aube de la victoire : meilleure actrice dans un second rôle